# Heuss l'Enfoiré
Heuss l'Enfoiré, ou parfois simplement Heuss (prononcé : [høs] ou [øs]), nom de scène de Karim Djeriou (arabe : كريم جريو) né le 11 août 1992 à Gennevilliers, dans les Hauts-de-Seine, est un rappeur, chanteur, acteur et dirigeant sportif français.

## Biographie

### Jeunesse
Heuss l'Enfoiré est né en 1992 à Gennevilliers. D'origine algérienne précisément de la Wilaya d'Ain Temouchent, il grandit entre les quartiers de la Sablière à Villeneuve-la-Garenne et du Boute-en-train à Saint-Ouen en Seine-Saint-Denis. Dès ses 20 ans, il part pour Bruxelles et s'installe dans la commune de Schaerbeek.
Avant 2014, bien que non-officiellement, il rappait sous le pseudonyme de Heusleur dès son plus jeune âge mais également un peu plus tard sur Skyblog ou il y publie de nombreuses musiques.

### Carrière

#### Débuts dans le rap (2014-2017)
Il fait ses débuts dans le rap en 2014, sous le pseudo de Heustleur, au sein du label Esprit Music. En 2015, il collabore avec le label NEHNEH Production pour la sortie de deux clips. Il se fait remarquer après un featuring avec le rappeur Kofs. Toujours en compagnie des mêmes personnes Zepek, Soolking et bien d'autres, il démarre une série de freestyles appelée BX LAND où il raconte son enfance en banlieue.

#### Révélation au grand public (2017-2019)
En 2017, Sofiane l'invite dans son émission Rentre dans le Cercle. Au milieu de rappeurs déjà confirmés tels que Sinik, Bigflo et Oli, il parvient à s'imposer et à se faire connaître du grand public. À la suite de cela, il collabore avec Sofiane et réalise un featuring sur son titre IDF, extrait de son album Affranchis. Deux titres sont rentrés dans le top 10 singles : Ne reviens pas (featuring sur l'album de Gradur) en deuxième position ; Moulaga (avec un featuring de Jul) en première position. L'album rentre dans le top 10 lui aussi.

#### En esprit(2019)
Son premier album En esprit, sorti le 25 janvier 2019,, est certifié disque d'or le 9 mars 2019. Il devient par la suite disque de platine en atteignant 100 000 ventes, cette récompense lui est remise sur le plateau de l'émission Clique, il s'agit du premier disque de platine de sa carrière.

#### Horizon Verticalavec Vald (2020)
Un album commun avec le rappeur Vald, Horizon Vertical, est annoncé pour le 18 décembre 2020. Deux clips seront révélés plus tard, Royal Cheese et Mauvais.
Une semaine après sa sortie, l'album s'est écoulé à 12 821 exemplaires.

### Vie privée
Il a un fils.

## Autres activités

### Acquisition de l'USM Marly (2021-)
En août 2021, Heuss l'Enfoiré devient président de l'USM Marly, un petit club de football de la banlieue valenciennoise dont il a fait l'acquisition.

## Polémique
Le 20 avril 2023, le rappeur a annoncé la tenue d'un concert à Tel-Aviv le 11 mai. Celui-ci est organisé par la société Tapis Rouge Production, dirigée par Yaacov Bensemhoun. Plusieurs personnes ont réagi avec colère à cette annonce en appelant notamment au boycott de l'artiste en question. Le boycott pro-palestinien finit par payer : devant la polémique, et à la suite de menaces, le concert est finalement annulé et repoussé à une date ultérieure.

## Discographie

### Albums studio
| Titre                                                              | Détails de l'album | Meilleure position | Meilleure position | Meilleure position | Meilleure position | Certifications |
| Titre                                                              | Détails de l'album | FLA                | WAL                | FRA                | SUI                | Certifications |
| ------------------------------------------------------------------ | --- | ------------------ | ------------------ | ------------------ | ------------------ | -------------- |
| En esprit                                                          | - Sortie : 25 janvier 2019 - Label : Midi Midi Production, Affranchis Music, 150 Prod, AllPoints, Believe - Format : CD, téléchargement numérique | 177                | 6                  | 3                  | 44                 | 2 × Platine    |
| Chef d'orchestre                                                   | - Sortie : 30 juin 2023 - Label : Midi Midi Production, Affranchis Music, 150 Prod, AllPoints, Believe - Format : CD, téléchargement numérique    | —                  | 42                 | 3                  | —                  | Or             |
| La Vie de Roni                                                     | - Sortie : 14 juin 2024 - Label : Verdansk, Straw Prod - Format : CD, téléchargement numérique                                                    |                    |                    | 4                  | —                  |                |
| « — » indique que le titre n'est pas sorti ou classé dans le pays. | |                    |                    |                    |                    |                |

### Album en commun
| Titre                                                              | Détails de l'album | Meilleure position | Meilleure position | Meilleure position | Meilleure position |
| Titre                                                              | Détails de l'album | FLA                | WAL                | FRA                | SUI                |
| ------------------------------------------------------------------ | --- | ------------------ | ------------------ | ------------------ | ------------------ |
| Horizon vertical (avec Vald)                                       | - Sortie : 18 décembre 2020 - Label : Midi Midi Production, Affranchis Music, 150 Prod, AllPoints, Believe - Format : CD, téléchargement numérique | —                  | 20                 | 20                 | 71                 |
| « — » indique que le titre n'est pas sorti ou classé dans le pays. | |                    |                    |                    |                    |

### Singles
| Titre                                                              | Année | Meilleure position | Meilleure position | Meilleure position | Meilleure position | Ventes                | Certifications            | Album                                       |
| Titre                                                              | Année | FRA                | WAL                | ALL                | SUI                | Ventes                | Certifications            | Album                                       |
| ------------------------------------------------------------------ | ----- | ------------------ | ------------------ | ------------------ | ------------------ | --------------------- | ------------------------- | ------------------------------------------- |
| BX Land 2                                                          | 2018  | —                  | —                  | —                  | —                  |                       |                           | —                                           |
| Midi Midi                                                          | 2018  | —                  | —                  | —                  | —                  |                       |                           | —                                           |
| Gambino                                                            | 2018  | —                  | —                  | —                  | —                  |                       |                           | —                                           |
| L'addition (featuring Vald)                                        | 2018  | 84                 | —                  | —                  | —                  | : 15 000 000          | SNEP : Or                 | En esprit                                   |
| L'enfoiré                                                          | 2018  | 29                 | —                  | —                  | —                  | : 30 000 000          | SNEP : Platine            | En esprit                                   |
| BX Land 3                                                          | 2018  | 107                | —                  | —                  | —                  |                       |                           | —                                           |
| George Moula (featuring Koba LaD)                                  | 2019  | 21                 | —                  | —                  | —                  |                       |                           | En esprit                                   |
| Les méchants                                                       | 2019  | 9                  | —                  | —                  | —                  | : 50 000 000          | SNEP : Diamant            | En esprit                                   |
| Khapta (featuring Sofiane)                                         | 2019  | 1                  | 16                 | —                  | —                  | : 50 000 000 : 10 000 | SNEP : Diamant · BEA : Or | En esprit                                   |
| BX Land 4                                                          | 2019  | 50                 | —                  | —                  | —                  |                       |                           | En esprit                                   |
| Aristocrate                                                        | 2019  | 35                 | —                  | —                  | —                  | : 50 000 000          | SNEP : Diamant            | En esprit                                   |
| Moulaga (featuring Jul)                                            | 2019  | 2                  | 13                 | —                  | 42                 | : 50 000 000 : 10 000 | SNEP : Diamant · BEA : Or | —                                           |
| BX Land 5                                                          | 2020  | 41                 | —                  | —                  | —                  |                       |                           | —                                           |
| L'ancien                                                           | 2020  | 36                 | —                  | —                  | —                  |                       |                           | —                                           |
| Guccissima (featuring Vald)                                        | 2020  | 27                 | —                  | —                  | —                  |                       |                           | Horizon vertical (featuring Vald)           |
| Matrixé (featuring Vald)                                           | 2020  | 33                 | —                  | —                  | —                  |                       |                           | Horizon vertical (featuring Vald)           |
| Mauvais (featuring Vald)                                           | 2020  | 71                 | —                  | —                  | —                  |                       |                           | Horizon vertical (featuring Vald)           |
| Gucci Versace (featuring Kore)                                     | 2021  | 90                 | —                  | —                  | —                  |                       |                           | En passant pécho : Les carottes sont cuites |
| BX Land 6                                                          | 2021  | 64                 | —                  | —                  | —                  |                       |                           | —                                           |
| Bar-Mitzvah                                                        | 2022  | 95                 | —                  | —                  | —                  |                       |                           | —                                           |
| La Marseillaise (featuring Ninho)                                  | 2022  | 27                 | —                  | —                  | —                  | : 15 000 000          | SNEP : Or                 | —                                           |
| Chef d'orchestre                                                   | 2023  | 68                 | —                  | —                  | —                  |                       |                           | Chef d'orchestre                            |
| Get 27                                                             | 2023  | —                  | —                  | —                  | —                  |                       |                           | Chef d'orchestre                            |
| Saiyan (featuring Gazo)                                            | 2023  | —                  | —                  | —                  | —                  |                       |                           | Chef d'orchestre                            |
| Souvenir (featuring Dystinct & Unleaded)                           | 2024  |                    | —                  | —                  | —                  | —                     | —                         | —                                           |
| Mélanine (featuring Werenoi)                                       | 2024  |                    | —                  | —                  | —                  |                       |                           | La Vie de Roni                              |
| La raclure                                                         | 2024  | —                  | —                  | —                  | —                  |                       |                           | La Vie de Roni                              |
| Shayo (featuring KeBlack)                                          | 2024  | —                  | —                  | —                  | —                  |                       |                           | La Vie de Roni                              |
| 2, 3 shots (featuring Genezio)                                     | 2025  |                    | —                  | —                  | —                  |                       |                           |                                             |
| Masterclass (featuring Fally Ipupa)                                | 2025  | —                  | —                  | —                  | —                  |                       |                           |                                             |
| « — » indique que le titre n'est pas sorti ou classé dans le pays. |       |                    |                    |                    |                    |                       |                           |                                             |

### Autres chansons classées
| Titre                                                              | Année | Meilleure position | Ventes       | Certifications | Album                        |
| Titre                                                              | Année | FRA                | Ventes       | Certifications | Album                        |
| ------------------------------------------------------------------ | ----- | ------------------ | ------------ | -------------- | ---------------------------- |
| Benda (featuring Soolking)                                         | 2019  | 23                 | : 15 000 000 | SNEP : Or      | En esprit                    |
| SKCH                                                               | 2019  | 49                 | —            | —              | En esprit                    |
| Anita                                                              | 2019  | 63                 | —            | —              | En esprit                    |
| Hakan Şükür                                                        | 2019  | 40                 | —            | —              | En esprit                    |
| G.M.T.B                                                            | 2019  | 41                 | —            | —              | En esprit                    |
| N.Y.M.A                                                            | 2019  | 93                 | —            | —              | En esprit                    |
| En esprit                                                          | 2019  | 53                 | —            | —              | En esprit                    |
| Léger                                                              | 2019  | 96                 | —            | —              | En esprit                    |
| Mélange                                                            | 2020  | 78                 | —            | —              | Horizon vertical (avec Vald) |
| Horizon vertical                                                   | 2020  | 88                 | —            | —              | Horizon vertical (avec Vald) |
| Canada                                                             | 2020  | 16                 | : 15 000 000 | SNEP : Or      | Horizon vertical (avec Vald) |
| 1992                                                               | 2020  | 120                | —            | —              | Horizon vertical (avec Vald) |
| Diviser pour mieux régner                                          | 2020  | 127                | —            | —              | Horizon vertical (avec Vald) |
| Royal Cheese                                                       | 2020  | 85                 | —            | —              | Horizon vertical (avec Vald) |
| VHR                                                                | 2020  | 140                | —            | —              | Horizon vertical (avec Vald) |
| 2014                                                               | 2020  | 163                | —            | —              | Horizon vertical (avec Vald) |
| Adiós                                                              | 2020  | 167                | —            | —              | Horizon vertical (avec Vald) |
| « — » indique que le titre n'est pas sorti ou classé dans le pays. |       |                    |              |                |                              |

### Collaborations
- 2015 : On te sert la frappe – Kofs feat. Heuss l'Enfoiré et Oussagaza
- 2018 : Freestyle (Part 6) – Jul feat. Heuss l'Enfoiré
- 2018 : IDF – Sofiane feat. Heuss l'Enfoiré
- 2018 : Associés – DJ Kayalik feat. Heuss l’Enfoiré et Anass (sur l’album de DJ Kayz En famille)
- 2018 : Même secteur – Hornet la Frappe feat. Heuss l'Enfoiré
- 2018 : Stahraf – Sadek feat. Heuss l'Enfoiré et YL
- 2018 : Woah – Sofiane, Vald, Mac Tyer, Soolking, Kalash Criminel, Sadek et Heuss l'Enfoiré
- 2019 : Tikka – Lartiste feat. Heuss l’Enfoiré
- 2019 : Gilera – Jul feat. Heuss l'Enfoiré
- 2019 : Association de malfaiteurs – Landy feat. Heuss l'Enfoiré
- 2019 : GTA – Jul feat. Heuss l'Enfoiré
- 2019 : Rappelle-toi – Naps feat. Heuss l'Enfoiré
- 2019 : Plata en platine – Moubarak feat. TK, Soolking, Heuss l'Enfoiré et Jul
- 2019 : Moula – Niska feat. Heuss l'Enfoiré
- 2019 : Dans mon délire – Black M feat. Soolking et Heuss l'Enfoiré
- 2019 : Ne reviens pas – Gradur feat. Heuss l'Enfoiré
- 2019 : Super Silver Haze – SCH feat. Heuss l'Enfoiré
- 2020 : Dans l'espace – Gambi feat. Heuss l'Enfoiré
- 2020 : Centre commercial – Ninho feat. Heuss l'Enfoiré
- 2020 : La Kichta – Soolking feat. Heuss l'Enfoiré
- 2020 : Wesh – GLK feat. Heuss l'Enfoiré
- 2020 : Choupetta – HMZ feat. Heuss l'Enfoiré et Sofiane
- 2020 : Moula Max – L'Algérino feat. Heuss l'Enfoiré
- 2020 : La musique est bonne – Naza feat. Heuss l'Enfoiré
- 2020 : Chandon et moët – PLK feat. Heuss l'Enfoiré
- 2020 : Colonel – Sifax feat. Heuss l'Enfoiré
- 2020 : Symphonie du bendo – Naza feat. Heuss l'Enfoiré
- 2020 : Sicario – Gims feat. Heuss l'Enfoiré
- 2020 : Mrowen – 3robi feat. Heuss l'Enfoiré
- 2020 : Jennifer Remix – Soolking feat. Lynda, Heuss l'Enfoiré, L'Algérino et Franglish
- 2021 : Adriano – Brulux feat. Heuss l'Enfoiré
- 2021 : Palette – Mac Tyer feat. Heuss l'Enfoiré
- 2021 : Soutien – Sadek feat. Sofiane et Heuss l'Enfoiré
- 2021 : Mal à la tête – 4.4.2 feat. Heuss l'Enfoiré et Soolking
- 2021 : OLA OLA OLA – No Limit, Bosh et Heuss l'Enfoiré
- 2021 : Unité – Unité feat. Heuss l'Enfoiré, Gazo et SLK
- 2021 : Costa Rica - DA Uzi feat. Heuss l’Enfoiré
- 2022 : C'est quoi le boulot – Vegedream feat. Heuss l'Enfoiré (sur l'album La Boîte de Pandore)
- 2022 : Les frères (sur l'album Toujours + de Mig)
- 2022 : Reste – Soolking feat. Heuss l'Enfoiré (sur l'album Sans visa)
- 2022 : Anniversaire – Wejdene feat. Heuss l'Enfoiré (sur l'album Glow Up)
- 2022 : Mode S - ISK feat. Heuss l'Enfoiré (sur l'album Racines)
- 2024 : CDG - Naps feat. Heuss l'Enfoiré (sur l'album Mec de cité simple)
- 2024 : Bienvenue dans High & Fines Herbes - Caballero & JeanJass feat. Heuss l'Enfoiré, Rim'K, ElGrandeToto, Kay The Prodigy, thaHomey, Stony Stone

## Filmographie
- 2021 : Les Méchants : Moula

## Distinction
- Victoires de la musique 2021 : Titre le plus streamé pour Ne reviens pas de Gradur (feat. Heuss l'Enfoiré)[35]